# Jo Jae-hyeon
Jo Jae-hyeon (koreanisch 조재현; * 5. Juli 1938 in Seoul) ist ein ehemaliger südkoreanischer Radrennfahrer.

## Sportliche Laufbahn
Jo Jae-hyeon war Straßenradsportler und Teilnehmer der Olympischen Sommerspiele 1960 in Rom. Das olympische Straßenrennen beendete er nicht. Im Mannschaftszeitfahren kam Südkorea mit Park Jong-hyeon, Lee Seung-hun, No Do-cheon und Jo Jae-hyeon auf den 30. und damit letzten Rang des Wettbewerbs. Über sein weiteres Leben und seine sportlichen Erfolge ist nichts bekannt.